# Хьюстонская история
«Хьюстонская история» (англ. The Houston Story) — фильм нуар режиссёра Уильяма Касла, который вышел на экраны в 1956 году.
Фильм рассказывает об амбициозном и аморальном нефтянике Фрэнке Данкане (Джин Барри), который разрабатывает план похищения нефти с бурильных установок в Главестоне, Техас, для реализации которого он привлекает местную мафиозную структуру во главе с Поли Атласом (Эдвард Арнольд). По ходу реализации своего плана Данкан с помощью интриг и коварных ловушек добивается назначения на пост регионального главаря мафии, однако общенациональное руководство синдиката принимает решение его ликвидировать.
Первоначально главную роль Фрэнка Данкана должен был исполнить Ли Дж. Кобб, однако уже во время съёмок он потерял сознание и на несколько месяцев выбыл из строя, и по этой причине его пришлось заменить на Барри, а все сцены с его участием снять заново.

## Сюжет
Нефтяник Фрэнк Данкан (Джин Барри), имеющий богатый опыт работы на буровых вышках в Оклахоме и Галвестоне, приходит в Департамент полиции Хьюстона, чтобы идентифицировать тело молодой женщины, которое обнаружили в судоходном канале. Он опознаёт её как Кэрри Хемпер, жену своего недавно умершего друга Джо. Однако Данкан обманывает власти с тем, чтобы выйти на живую Кэрри, которая в своё время бросила мужа и теперь работает певицей в ночном клубе «Кингс армс» в Галвестоне под именем Зоу Крейн (Барбара Хейл). Когда информация об опознании им тела попадает в газеты, помощник владельца клуба Крис Баркер (Крис Элкейд) приглашает Данкана в «Кингс рамс». Зайдя в гримёрку Зоу, Данкан, выполняя последнюю волю своего друга, даёт ей мощную пощёчину. В действительности Данкан специально спровоцировал историю с опознанием, так как ему нужны связи Зоу в криминальном мире. Через Зоу он выходит на владельца клуба и её любовника Гордона Шэя (Пол Ричардс), который в свою очередь является правой рукой местного мафиозного главаря Пола «Поли» Атласа (Эдвард Арнольд). На встрече с Атласом и Шэем Данкан излагает свой план нелегального получения нефти с помощью подключения к трубам на буровых участках Галвестона, что сулит многомиллионные прибыли. Данкан уже договорился с некоторыми бригадирами участков, которые за вознаграждение закроют глаза на откачку трети их добычи, а также нашёл независимых покупателей, которые не будут интересоваться происхождением нефти. Однако для реализации плана Данкану требуется крепкая организационная и финансовая поддержка, и Атлас решает поддержать этот план. Для организации операционной деятельности Данкан предлагает создать фиктивную корпорацию, через которую будет осуществляться продажа похищенной нефти. Главой корпорации он предлагает назначить своего доброго, но не очень сообразительного друга Луи Фелана (Фрэнк Дженкс), на которого ляжет вся ответственность в случае, если что-то пойдёт не так. Шэй не доволен действиями Данкана, который в случае реализации плана станет для него серьёзным конкурентом в мафиозной иерархии. Однако после ухода Данкана Атлас, который по-отечески относится к Шэю, уверяет его, что уберёт Данкана, как только тот станет им не нужен. На следующий день с влюблённой в него официанткой Мэдж (Джинн Купер), которая работает в обслуживающем нефтяников кафе «Деррик». Однако, выяснив у Зоу, что Шэй уехал на несколько дней, он меняет планы провести вечер с Мэдж и направляется в «Кингс армс». В гримёрке он целует Зоу, заявляя, что скоро станет влиятельным человеком, а Шэй станет простым клерком. Она в ответ целует его, говоря, что будет с ним. В этот момент в гримёрку врываются Крис с напарником, избивая Данкана, который с трудом добирается до дома Мэдж, которая утешает его. Тем временем Атлас и Шэй в Сент-Луисе представляют план Данкана главе общенационального криминального синдиката Эмилю Константу (Джон Заремба), который одобряет инициативу Атласа, однако предупреждает его, чтобы всё было сделано без шума и применения насилия. На следующий день в кафе «Деррик», где Данкан сидит вместе с Мэдж, появляется Зоу, увозя его на встречу с Атласом. Перед расставанием Зоу даёт Данкану ключ от своей квартиры. Получив от Атласа согласие на реализацию своего плана, Данкан открывает в престижном деловом центре офис компании «Стейт петролеум», из которого начинает бойкую торговлю нефтью, при этом наивный Луи подписывает все документы, которые поступают от Данкана.
Дела фирмы идут в гору, и однажды Шэй приходит в офис к Данкану, утверждая, что Атлас перепоручил ему контролировать нефтяной бизнес организации. Тайно включив магнитофон, Данкан излагает Шэю план расширения бизнеса фирмы путём откачки нефти непосредственно с одного из нефтеперерабатывающих предприятий в порту. Для реализации этого плана Данкан просит Шэя с помощью своих людей похитить грузовик с трубами, особенно подчёркивая, чтобы при этом не было насилия. Шэй решает сорвать план Данкана с тем, чтобы занять его место, и приказывает Баркеру во время нападения на грузовик с трубами убить одного из водителей. Убийство попадает на первые полосы газет, а власти начинают широкомасштабное расследование, подозревая, что это преступление связано с хищением нефти из государственного трубопровода. Это вызывает беспокойство Константа, который немедленно пребывает в Хьюстон. На встрече с Атласом, Данканом и Шэем последний утверждает, что это Данкан провалил дело, однако тот в свою очередь даёт прослушать магнитофонную запись, на которой чётко слышно, как Данкан предупреждает Шея ни в коем случае не применять насилия. После этого Констант немедленно увольняет Шея и ставит на его место Данкана, а Атласу заявляет, что теперь тот будет нести ответственность за все проступки Шея. Вечером Баркер под угрозой оружия заставляет Зоу позвонить Данкану и попросить у него в долг 25 тысяч долларов, договариваясь о встрече через несколько часов на обзорной площадке, расположенной на крыше Дворца правосудия Хьюстона. Прибыв в условленное место, Данкан встречает там Баркера, который, угрожая оружием, отбирает у него деньги. Во время передачи денег Баркер заявляет, что всё равно убьёт его, после чего, улучив момент, Данкан выталкивает гангстера в окно. Затем он немедленно направляется на квартиру Зоу, где видит, что Шэй избил её. Данкан отбирает у Шэя оружие и начинает бить его, однако в этот момент появляется Атлас, который просит прекратить избиение. Данкан заботливо ухаживает за Зоу, после чего говорит Атласу, что даст Шэю шанс на исправление. Ему поручается принудить не желающего сотрудничать владельца нефтеперерабатывающего завода продать свою собственность, для чего Шэй должен будет провести акции запугивания на нескольких буровых установках. Тем временем полиция устанавливает, что Баркер был помощником Шэя, делая вывод, что речь идёт о криминальных разборках в Галвестоне, а Данкан анонимно предупреждает власти о предстоящей провокации на нефтеперерабатывающем заводе. После того, как Шэй с помощью гранат устраивает взрывы на двух вышках, его задерживает и арестовывает полиция. Под давлением улик Шэй сознаётся в том, что действовал по поручению Атласа. Видя в окно приближение полиции, Атлас начинает сильно нервничать и предпринимает попытку сбежать, однако его убивают прямо на улице.
Данкан звонит Константу, сообщая о случившемся, и тот временно ставит его во главе всей хьюстонской организации. При этом Констант считает, что волна убийств в Хьюстоне может быть нанести серьёзный ущерб его организации. Понимая, что убийства так или иначе связаны с Данканом, Констант поручает его ликвидацию двум своим киллерам, Стоуксу (Чарльз Х. Грэй) и Кало (Пит Келлетт). Тем временем Данкан, почувствовав себя хозяином положения, развлекается в компании Зоу, которая, однако, опасается, что их счастье может быть недолгим. Она предлагает забрать деньги и бежать, однако Данкан самоуверенно полагает, что у него всё под контролем. Прибыв в Хьюстон, киллеры направляются в офис Данкана, где их встречает Луи. Услышав по внутренней связи, как бандиты жестоко избивают его друга, Данкан скрывается через служебный вход. Из телефона-автомата он звонит Зоу, говоря, что Констант прислал к нему киллеров, после чего предлагает ей срочно собрать вещи и ожидать его в кафе «Деррик». Тем временем Луи приходит в себя после избиения, и звонит в полицию, где ему сообщают, что у них достаточно оснований, чтобы арестовать всех вплоть до Константа. Данкан приезжает в кафе к Мэдж, где заявляет, что они должны немедленно бежать из страны. Объяснив, что около дома его могут поджидать бандиты, он просит Мэдж забрать из его квартиры вещи и деньги, которые хранятся в сейфе, а затем привезти их в кафе. Влюблённая Мэдж, не вдаваясь в подробности, приезжает в квартиру Данкана, где видит, как Зоу складывает в свою сумочку деньги из сейфа. Заявив, что Данкан её обманул, Зоу удаляется с деньгами, однако на улице её хватают Стоукс и Кало. Заставив её назвать местоположение Данкана, киллеры убивают певицу, на ходу выбрасывая её тело в овраг. Тем временем Мэдж по пути в кафе звонит в полицию, сообщая, где находится Данкан, однако Стоукс и Кало приезжают туда раньше. Они нападают на Данкана, однако в перестрелке ему удаётся застрелить обоих киллеров. Вскоре появляются полицейские машины, и раненый Данкан слышит, как Луи по полицейскому мегафону просит его сдаться. Не видя другого выхода из ситуации, Данкан бросает оружие и сдаётся властям.

## В ролях
- Джин Барри — Фрэнк Данкан
- Барбара Хейл — Зои Крейн
- Эдвард Арнольд — Пол Атлас
- Пол Ричардс — Гордон Шэй
- Джинн Купер — Мэдж
- Фрэнк Дженкс — Луи Филан
- Джон Заремба — Эмиль Констант
- Крис Элкейд — Крис Баркер

## Создатели фильма и исполнители главных ролей
В начале 1940-х годов продюсер Сэм Катцман поступил на работу на киностудию Monogram, где, в частности, работал над низкобюджетными фильмами ужасов с участием Белы Лугоши, такими как «Невидимый призрак» (1941), «Исчезновение трупа» (1943) и «Человек вуду» (1944). В 1945 году он перешёл на Columbia, где в 1950-е годы продюсировал низкобюджетные фильмы, среди них сериал о Супермене (1948) и приключенческий сериал о Джиме из джунглей в 1948-56 годах. По мнению историка кино Артура Лайонса, «вероятно, его лучшими работами этого периода были два фантастических фильма ужасов» — «Оборотень» и «Земля против летающих тарелок» (оба — 1956). Последний фильм вдохновил режиссёра Тима Бёртона на создание сатирического фильма на научно-фантастическое кино 1950-х годов — «Марс атакует!» (1996). В середине 1950-х годов Катцман был продюсером целой серии разоблачительных фильмов нуар, таких как «История в Майами» (1954), «Чикагский синдикат» (1955), «Новый Орлеан без цензуры» (1955, также поставленный Уильямом Каслом), «Разоблачение в Майами» (1956) и «История в Тихуане» (1957) .
Режиссёр Уильям Касл, который в дальнейшем прославился как специалист по фильмам ужасов, таким как «Тинклер» (1959), «13 призраков» (1960), «Мистер Сардоникус» (1961), в 1940-50-е годы поставил фильмы нуар «Когда незнакомцы женятся» (1944), «Джонни-стукач» (1949) и «Голливудская история» (1951), а в 1944-46 годах несколько фильмов нуар из серии о Свистуне.
В 1950-е годы Джин Барри сыграл главные роли в фантастических фильмах «Атомный город» (1952), «Война миров» (1953) и «27-й день» (1957), а также в фильмах нуар «Очевидное алиби» (1954) и «Дорога грома» (1958), после чего ушёл на телевидение, где «прославился благодаря главным ролям в телесериалах» — вестерне «Бэт Мастерсон» (1958-61, 108 эпизодов), детективах «Правосудие Бёрка» (1963-66, 81 эпизодов) и «Название игры» (1968-71, 41 эпизод), а также шпионском сериале «Искатель приключений» (1972-73, 26 эпизодов). Барбара Хейл, которая прославилась по роли «хорошей девушки» Деллы Стрит в многолетнем судебном телесериале «Перри Мейсон» (1957-66, 271 эпизод), в 1940-50-е годы сыграла в комедиях «Мальчик с зелёными волосами» (1948) и «Джекпот» (1950), фильмах нуар «Окно» (1949) и «Лёгкая мишень» (1949), вестернах «Дальние горизонты» (1955) и «Седьмая кавалерия» (1956).

## История создания фильма
Как пишет историк кино Джон М. Миллер, «в середине 1950-х годов, когда продюсер Сэм Катцман на студии Columbia Pictures возглавил подразделение фильмов категории В, он решил увести его от жанра костюмированной драмы, который был в то время основным». В журнале Variety от 28 января 1955 года сообщалось, что возглавляемое Катцманом подразделение больше не будет производить «костюмированные фильмы, так как рынок в них потонул». Как отмечалось далее, Катцман «отказался от производства всех запланированных его подразделением фильмов, оставив в производстве лишь четыре картины, которые имели дело с актуальными историями», среди них «Земля против летающих тарелок», «Отчаянный Блэкджэк Кетчум», «Внутри Детройта» и «Хьюстонская история» (все — 1956). Последние два фильма входили в цикл низкобюджетных криминальных фильмов разоблачительного характера на тему борьбы органов правопорядка с проникновением криминальных организаций в руководство крупнейших городов страны. Этой теме Катцман уделил особое внимание после успеха фильма «История в Майами» (1954). Как отмечает Миллер, «этот и последующие разоблачительные фильмы снимались за несколько дней на натуре для придания им достоверности, а затем быстро доделывались в павильонах Голливуда, чтобы снизить расходы. Поскольку истории были острыми, реалистичными и актуальными, публика проявляла к ним интерес, что находило отражение и в кассовых результатах».
Как пишет Миллер, в «Хьюстонской истории» произошла важная замена в актёрском составе, когда фильм уже был запущен в производство в 1955 году. На роль Фрэнка Данкана первоначально был назначен Ли Дж. Кобб, только что сыгравший роль второго плана в фильме Элии Казана «В порту» (1954), которая принесла ему номинацию на Оскар. Однако уже во время съёмок в начале мая Кобб упал в обморок от переутомления. В результате производство было приостановлено до начала июля, а Кобба в итоге сменил Джин Барри. Позднее режиссёр фильма Уильям Касл описал эту ситуацию в своей автобиографии следующим образом: «Хьюстон невыносим в августе, особенно если съёмки проходят в нефтяных полях. Влажность подавляет. Снимать сцену драки ночью в нефтяных полях с изнеможённой звездой было достаточно тяжело. Кобб выглядел бледным и измождённым. Что-то было не так. Когда я наблюдал за тем, как он репетировал сцену, в которой он должен был поднять человека и бросить его на землю, меня охватило беспокойство». Далее Касл пишет, что в этот момент он приостановил съёмки фильма. Тем же вечером, когда актёры и творческая группа уже находились в гостинице, Касла разбудили и вызвали в номер Кобба. По словам режиссёра, Кобб «лежал на полу, вцепившись себе в грудь и корчась от боли. Он простонал: „Позвоните моему отцу“. Вместо этого Касл позвонил гостиничному врачу, и затем отвёз Кобба в больницу». Когда, всё ещё в халате, Касл вышел из больничной палаты Кобба, обеспокоенная медсестра подбежала к нему и схватила за руку со словами: «Мистер Кобб — вам надо немедленно вернуться в кровать!» и стала заталкивать Касла обратно в палату. Как далее пишет Касл, в оставшиеся три дня натурных съёмок в Хьюстоне он сам снялся вместо заболевшего Кобба, что, по словам Миллера, было допустимо, так как «Касл действительно напоминал Кобба как по комплекции, так и по внешности».
После этого инцидента Касл и Катцман решили отложить завершение фильма и подождать возвращения Кобба, но актёр настолько ослаб, что вышел из строя на несколько месяцев. Надо было брать нового актёра на его роль. Как пишет Касл, «Катцман настаивал на относительно новом актёре, предложив кандидатуру Джина Барри, который был хорошим актёром, но был совершенно не похож на Кобба, как и любой другой из кандидатов на роль», за исключением самого Касла. В итоге, как замечает Миллер, в окончательном варианте фильма Касл «отчётливо виден только в одной сцене, где персонаж Данкана навис на платформе буровой вышки, тайком наблюдая за кражей оборудования. Приземистая фигура и светлые волосы Касла плохо сочетаются с крупными планами Барри в том же эпизоде». Что же касается Ли Дж. Кобба, то, по словам Миллера, он в конце концов выздоровел, и уже на следующий год сыграл главную роль в разоблачительной драме Columbia «Разоблачение в Майами» (1956), в которой свою последнюю кинороль сыграл Эдвард Арнольд.
Как далее отмечает Миллер, «Хьюстон в 1950-е годы переживал бум, и те, что знаком с городом, получат удовольствие от фильма и его натурных съёмок на центральных улицах города и в его крупнейшем городском парке Германна. Также можно увидеть в фильме такие в то время новые дополнения к пейзажу, как Международный терминал Хьюстонского аэропорта и автомагистраль I-45, которая соединяет Хьюстон с Галвестоном».

## Оценка фильма критикой

### Общая оценка фильма
Современные киноведы дают картине сдержанную оценку. Деннис Шварц назвал её «рутинной разоблачительной гангстерской мелодрамой о нефтяной индустрии, которая доставляет некоторое наслаждение», отметив при этом, что «Касл ставит этот малый фильм нуар чисто и аккуратно». Миллер в свою очередь отметил, что фильм «рассматривает тему коррупции в нефтяной промышленности Техаса». Эриксон пишет, что «Хьюстонская история» представляет собой «одно из многих снятых в 1950-е годы разоблачений корпоративной коррупции», которая «была вымучена со скупой эффективностью на студии Columbia Pictures». По мнению Артура Лайонса, «хотя в сценарии и есть определённые дыры, это совсем неплохой маленький фильм», а Майкл Кини считает, что «фильм местами немного медленный». Многие критики обратили внимание на сходство этой картины с другими проектами Катцмана этого времени, особенно, с фильмами «Разоблачение в Майами» (1956) и «История в Майами» (1954), однако, по мнению Лайонса, «Хьюстонская история» — «это единственный фильм из трёх, который достигает уровня нуара».

### Оценка актёрской игры
Актёрская игра удостоилась сдержанно позитивной оценки. Так, Кини отметил Джина Барри в роли «алчного „работяги“-нефтебурильщика» , а Лайонс заключил, что «Барри убедителен в роли аморального честолюбца». Кини также выделил игру Джинн Купер в роли «официантки и подружки Барри, которую тот бросает ради ночной певицы», а также Хейл, которая «играет вопреки амплуа роковую женщину и предательницу». Критик также обратил внимание на «увлекательное и сексуальное исполнение Хейл песни Put the Blame on Mame». Миллер считает, что, получив «лакомую роль», Хейл «делает всё, что в её силах, для создания образа роковой женщины, даже поёт Put the Blame on Mame», песню ставшую знаменитой после фильма «Гильда», где её исполняла героиня Риты Хейуорт. Миллер также обратил внимание «на опытного Эдварда Арнольда в одной из его последних ролей перед смертью в 1956 году. Арнольд очень убедителен а роли бандита средней ступени, который с возрастом потерял эффективность. Он приходит в ужас от того, что может стать ненужным своему боссу, и в своей наиболее памятной сцене начинает метаться как жалкий раненый зверь, когда его загоняют в угол при попытке податься в бега». По словам Эриксона, «Арнольд играет мафиозного босса со злой весёлостью и смертельным взглядом».